# Agatha Barbara
Pour les articles homonymes, voir Barbara (homonymie).
Agatha Barbara, née le 11 mars 1923 à Zabbar et morte le 4 février 2002 dans la même ville, est une femme politique maltaise.
Elle est présidente de la République de Malte de 1982 à 1987.

## Biographie

### Enfance et formation
Elle est née le 11 mars 1923 à Zabbar.
Agatha Barbara a été éduquée à la grammar school de La Valette.
Pendant la Seconde Guerre mondiale, elle est institutrice. 
Elle est enseignante du début des années 1940 jusqu'en 1947[réf. souhaitée].

### Carrière

#### Vie politique
En 1946, elle adhère au Partie travailliste de Malte.
En 1947, elle devint la première femme élue au parlement maltais.
Elle est membre du parlement jusqu'en 1981.
Elle est nommée ministre de l'Éducation dans le gouvernement travailliste de Dom Mintoff de 1955 à 1958[réf. souhaitée].
Après le ministère du Travail, elle redevient ministre de l'Éducation, entre 1971 et 1974, puis elle devient ministre de la Culture et également vice-Première ministre[réf. souhaitée].

#### Présidente de Malte

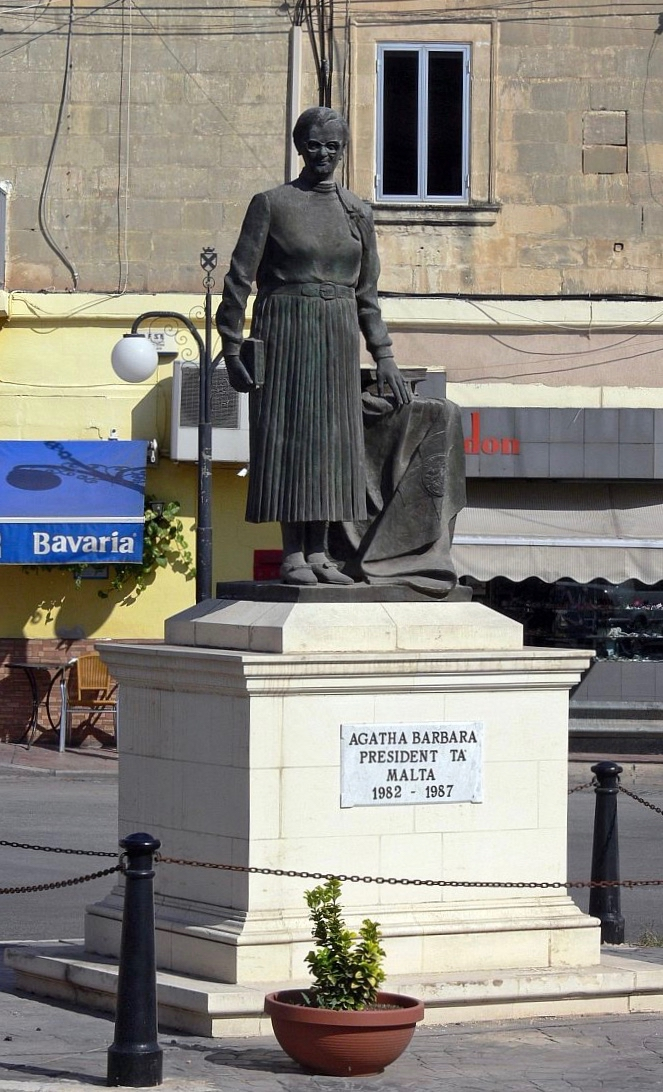
Statue à Żabbar.

Le 16 février 1982, elle devint la troisième personne élue présidente de la République.

### Décès
Elle décède en 4 février 2002.

### Vie privée
D'après Joseph Chetcuti, elle est lesbienne.

## Hommages
Un monument en son honneur est érigé par le président de Malte Edward Fenech Adami à Żabbar le 23 avril 2006.
Une ancienne série de billets de banque de Malte sont à l'effigie d'Agatha Barbara[réf. nécessaire].
- Ordre du Drapeau national 1re classe (Corée du Nord)[1]